# علي خليل
علي خليل (ولد في 28 نوفمبر 1952) لاعب كرة قدم سابق بنادي الزمالك المصري ولعب لمنتخب مصر في حقبة السبعينات. قضى كل مسيرته الكروية مع نادي الزمالك. لُقِب بـ "علي الخطير"، وكان هداف الدوري المصري الممتاز مرتين في موسمي 1976–77 و1978–79. لعب لمنتخب مصر في ثلاث بطولات لكأس الأمم الأفريقية. كان هداف غزير الإنتاج، لعب لمنتخب بلاده ما مجموعه 33 مباراة دولية، وسجل 23 هدفا. نجم الزمالك المحبوب كان معروفا بالصدق والنزاهة.
على الرغم من مسيرته المهنية القصيرة نسبياً، حيث اعتزل في عمر 28 عاماً، لا يزال خليل يحتفظ بشعبيته رغم غيابه عن بلاده طوال العقود الماضية. بعد اعتزاله كرة القدم الاحترافية عام 1980، انتقل إلى منطقة الخليج وقام بتدريب فرق كرة القدم للشباب، وشكل قاعدة كبيرة من الشباب. وهو الآن خبير عالمي في مجال إعداد الناشئين.

## النشأة
ولد علي خليل في 28 نوفمبر 1952 في بني سويف. بدأ لعب كرة القدم في مسقط رأسه مع فريق شباب نادي بني سويف، ولعب في فريق تحت 14 سنة، واستمر مع النادي حتى انضم إلى نادي الزمالك تحت 18 سنة. هو الشقيق الأكبر لطارق خليل اللاعب السابق بالنادي الاهلي.

## المسيرة الرياضية
في عام 1969، تم اختياره للانتقال إلى الزمالك من قبل حلمي حسين، الذي كان مدرب الزمالك تحت 18 سنة. وسرعان ما تم اختيار خليل للعب مع فريق الزمالك تحت 20 سنة في دوري الشباب، وهي البطولة التي حظيت بتغطية إعلامية كبيرة وقتها لتوقف النشاط الكروي في مصر بسبب حرب الاستنزاف. وفي المباراة النهائية أمام الأهلي، والتي تم بثها عبر التليفزيون، سجل علي خليل الهدفين لفريقه، وفاز الزمالك بنتيجة 2-1، وبعد تلك المباراة، أصبح علي خليل نجمًا صاعدًا في كرة القدم المصرية.
لعب خليل مع الفريق الأول عام 1971، وفاز مع الزمالك بلقب كأس دوري أكتوبر في موسم 1973–74. كما فاز مع فريقه بلقب الدوري المصري الممتاز في 1977–78، وثلاثة ألقاب لكأس مصر، اللقب الأول كان عام 1975، بعد الفوز علي غزل المحلة في النهائي بهدف حسن شحاتة. وفي كأس مصر 1977، سجل هدفين في الفوز 3–1 على الإسماعيلي في النهائي. وسجل هدفًا في نهائي كأس مصر 1979 حيث فاز الزمالك على غزل المحلة بنتيجة 3–0. ولعب خليل ثمانية مواسم في الدوري مع الزمالك وسجل لفريقه 78 هدفا. وخلال مسيرته التي استمرت تسعة مواسم، سجل إجمالي 94 هدفًا للزمالك في جميع المسابقات. إلى جانب كونه هدافًا شرسًا، كان خليل معروفًا بصدقه الشديد ونزاهته، فقد تعرض لحادثة شهيرة في الدوري بموسم 1978–79، حيث سجل هدفًا مر عبر الشباك الخارجية الممزقة وسقط في مرمى الإسماعيلي. وللأسف كان هذا الهدف مهما في المطاردة على اللقب، إلا أنه واجه الحكم أحمد بلال حكم المباراة، وقال خليل للحكم إن الكرة لم تكن هدفا، وتم إلغاء الهدف بعد أن تم احتسابه. حصل على الجائزة وسط اعتراضات من لاعبي وجماهير الإسماعيلي.
علي خليل كان مهاجم الزمالك الثمين في السبعينيات واللاعب المحبوب لدى جماهيره، كان قادرًا على تسجيل أهداف غريبة. وسجل أهدافًا حاسمة للزمالك مما أكسبه لقب "علي الخطير". وكان هداف الدوري المصري الممتاز في موسمي 1976–77 و1978–79. في عام 1980، وفي ذروة مسيرته المهنية، اعتزل خليل، الذي كان يبلغ من العمر 28 عامًا في ذلك الوقت، كرة القدم في سن مبكرة نسبيًا وأصبح مدربًا لفرق الشباب.
وفي عام 1970، لعب علي خليل في الفريق القومي المصري قبل أن يلعب في الفريق الأول للزمالك، حيث كان المنتخب يتدرب في استاد الزمالك، وكان خليل يقيم حينها في غرفة تحت المدرجات، إلى جانب مسعد نور. ووقف خليل يتابع التدريبات واختاره المدرب لإكمال التقسيمة. وبعد اللعب تم استدعاؤه رسميًا للمنتخب الوطني. بعد ذلك، تم استدعاؤه ليكون جزءًا من الفريق الذي لعب في ألعاب البحر الأبيض المتوسط 1971 في إزمير، حيث احتلت مصر المركز الرابع.
ظهوره الفعلي مع منتخب بلاده كان في المباراة التي أقيمت على ستاد القاهرة في 1 ديسمبر 1972، ضد كينيا في تصفيات الألعاب الإفريقية 1973، والتي انتهت بفوز مصر 1–0. سجل هدفه الدولي الأول في 8 ديسمبر 1972 ضد تونس في القاهرة في تصفيات كأس العالم 1974. كما لعب في كأس فلسطين للأمم 1972، وسجل هدفين في دور المجموعات، فازت مصر بالبطولة. كان جزءًا من الفريق الذي شارك في الألعاب الأفريقية 1973 في نيجيريا وسجل في مرمى غينيا وفولتا العليا في دور المجموعات. وحصلت مصر على الميدالية البرونزية. ولعب خليل في بطولة كأس الأمم الأفريقية 1974 بمصر، حيث سجل هدف الفوز في مرمى أوغندا في دور المجموعات، وأيضا الهدف الثاني في مرمى ساحل العاج في دور المجموعات، وحصل أصحاب الأرض على المركز الثالث. وكان أيضًا جزءًا من الفريق الذي فاز بكأس فلسطين للأمم 1975. كانت آخر مباراة دولية لخليل في 13 أبريل 1980 في التصفيات المؤهلة للألعاب الأولمبية الصيفية 1980 ضد زامبيا على ملعب الاستقلال في لوساكا، والتي انتهت بالتعادل 1-1، وسجل خليل هدف مصر. لعب 33 مباراة دولية مع منتخب بلاده وسجل 23 هدفًا.

## الإنجازات
الزمالك
- الدوري المصري الممتاز: 1977–78
- كأس مصر: 1974–75، 1976–77، 1978–79
- كأس أكتوبر: 1974

منتخب مصر
- دورة الألعاب الأفريقية الميدالية البرونزية: 1973
- كأس الأمم الأفريقية المركز الثالث: 1974
- كأس فلسطين للأمم: 1972، 1975

إنجازات شخصية
- هداف الدوري المصري الممتاز: 1976–77، 1978–79